# Albrecht Fryderyk Hohenzollern

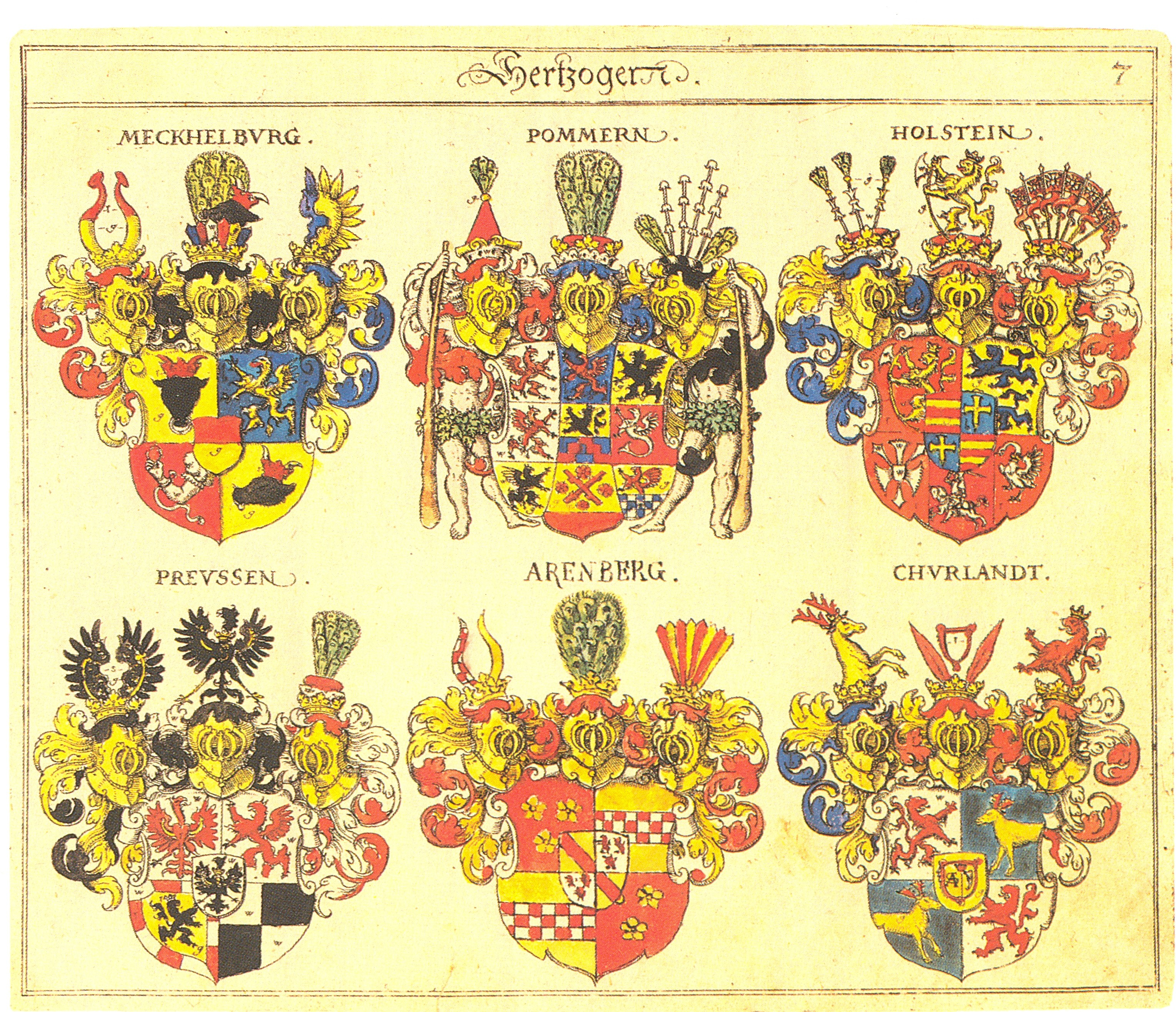
Karta herbarza J. Siebmachera z herbem księcia Prus (pierwszy z lewej w dolnym rzędzie), 1605

Albrecht Fryderyk Hohenzollern (Albert Fryderyk) (ur. 29 kwietnia 1553, Neuhausen (obecnie Gurjewsk), zm. 27 sierpnia 1618, Fischhausen (pol. Rybaki, obecnie Primorsk) – syn księcia Albrechta i Anny Marii Brunszwickiej; książę pruski w latach 1568–1578. Ostatni Hohenzollern z linii pruskiej.

## Życiorys
Książę Albrecht Fryderyk posiadał gruntowne wykształcenie, w tym doskonale znał język polski. Jako prawnuk króla Kazimierza Jagiellończyka, był realnym kandydatem na tron polski, wysuwanym przez polskich luteran.
Hołd lenny składany przez Albrechta Fryderyka Zygmuntowi II Augustowi 19 lipca 1569 w Lublinie opisany został przez Jana Kochanowskiego w utworze Proporzec albo hołd pruski. Podczas elekcji 1573 zabiegał o wejście w grono senatorów, czemu sprzeciwił się m.in. późniejszy hetman wielki koronny Jan Zamoyski, dążący do zmniejszenia wpływów protestantów w senacie. Zaowocowało to w konsekwencji rozluźnieniem więzów, jakie łączyły Prusy Książęce z Polską. Początkowo nie uznał elekcji Stefana Batorego, jednak zmienił zdanie jeszcze przed sejmem toruńskim w październiku 1576.
W roku 1572 wystąpiły u niego objawy choroby umysłowej. Opiekunem prawnym Albrechta Fryderyka i regentem Prus Książęcych od 1578 r. był jego stryjeczny brat Jerzy Fryderyk von Ansbach, który już w okresie wojny Rzeczypospolitej z Gdańskiem (1576–1577) występował w imieniu chorego krewniaka podczas rozmów z Janem Zamoyskim i z królem polskim (od tego ostatniego otrzymując już wówczas obietnicę administrowania Prusami Książęcymi). Po śmierci Jerzego Fryderyka kuratelę nad Albrechtem Fryderykiem przejął w 1605 r. Joachim Fryderyk, a od 1608 r. – elektor brandenburski Jan Zygmunt. Po śmierci Albrechta Fryderyka władcą Prus został Jan Zygmunt, który połączył oba kraje tworząc Brandenburgię-Prusy.

## Rodzina
W roku 1573 ożenił się z Marią Eleonorą Kliwijską, córką Wilhelma Bogatego, księcia Jülich-Kleve-Berg, i arcyksiężniczki Marii Habsburg. Z tego związku narodziło się siedmioro dzieci – dwóch synów zmarło w wieku niemowlęcym, a pięć córek zostało żonami elektorów i książąt z dynastii Hohenzollernów i Wettynów:
- Anna Hohenzollern (1576–1625), żona Jana Zygmunta, elektora Brandenburgii, była prababką pierwszego króla Prus, Fryderyka I,
- Maria Hohenzollern (1579–1649), żona Krystiana, margrabiego Brandenburg-Bayreuth,
- Albert Fryderyk Hohenzollern (ur. i zm. 1580),
- Zofia Hohenzollern (1582–1610), (imię po prababce Zofii Jagiellonce), żona Wilhelma Kettlera, księcia kurlandzkiego,
- Eleonora Hohenzollern (1583–1607), żona Joachima Fryderyka, elektora brandenburskiego,
- Wilhelm Hohenzollern (1585–1586),
- Magdalena Sybilla Hohenzollern (1586–1659), żona Jana Jerzego I, elektora saksońskiego.